# Birioutch
Birioutch (en russe : Бирюч) est une ville de l'oblast de Belgorod, en Russie, et le centre administratif du raïon Krasnogvardeïski. Sa population s'élevait à 7 484 habitants en 2020.

## Géographie
Birioutch est située au bord de la rivière Tikhaïa Sosna, à 126 km à l'ouest de Belgorod et 611 km au sud de Moscou

## Histoire
Birioutch fut fondée le 7 mars 1705 par Ivan Medkov, un sotnik cosaque, sous le nom de Birioutchenskoïe Komissarstvo (en russe : Бирю́ченское Комисса́рство), qui reçut le statut de ville en 1779. Le 27 janvier 1919, elle fut renommée Boudionny (Будённый), en hommage au chef de la cavalerie rouge Semion Boudienny. Mais en 1958 elle fut renommée Krasnogvardeïskoïe (Красногварде́йское) et rétrogradée au statut de village. Elle redevint une commune urbaine en 1975 et retrouva son statut de ville en 2005. Enfin, le 30 janvier 2007, le nom d'origine de la ville, Birioutch, fut rétabli.

## Population
Recensements (*) ou estimations de la population :
| 1897*  | 1913   | 1959* | 1970* | 1979* | 1989* |
| ------ | ------ | ----- | ----- | ----- | ----- |
| 13 081 | 14 200 | 2 306 | 7 559 | 7 952 | 8 798 |

| 2002* | 2010* | 2012  | 2013  | 2014  | 2015  |
| ----- | ----- | ----- | ----- | ----- | ----- |
| 8 079 | 7 846 | 7 708 | 7 463 | 7 317 | 7 269 |

| 2016  | 2017  | 2018  | 2019  | 2020  | - |
| ----- | ----- | ----- | ----- | ----- | - |
| 7 248 | 7 205 | 7 231 | 7 276 | 7 484 | - |